# Klatrin
Klatrin je protein koji ima centralnu ulogu u formiranju vezikula. Barbara Pears je prva izolovala i imenovala klatrin 1975. On formira strukturu triskelionskog oblika koja se sastoji od tri klatrinska teška lanca i tri laka lanca. Kad se ove strukture slože nastaje polihedralna rešetka koja okružuje vezikulu. Pokrivajući proteini poput klatrina se koriste za formiranje malih vezikula kojima se molekuli mogu bezbedno trasportovati između ćelija. Endocitoza i egzocitoza vezikula omogućava ćelijama da razmenjuju nutrijente, da unose signalne receptore, da posreduju imunski respons nakon testiranja ekstracelularnog sveta, i uklanjaju ćelijski ostatke nakon zapaljenja tkiva. Povremeno ovaj mehanizam takođe služi kao način uklanjanja patogena ili toksina.

## Literatura
- Wakeham DE, Chen CY, Greene B, Hwang PK, Brodsky FM (2003). „Clathrin self-assembly involves coordinated weak interactions favorable for cellular regulation”. The EMBO Journal. 22 (19): 4980—90. PMC 204494 . PMID 14517237. doi:10.1093/emboj/cdg511.
- Ford MG, Mills IG, Peter BJ, Vallis Y, Praefcke GJ, Evans PR, McMahon HT (2002). „Curvature of clathrin-coated pits driven by epsin”. Nature. 419 (6905): 361—6. PMID 12353027. doi:10.1038/nature01020.
- Fotin A, Cheng Y, Sliz P, Grigorieff N, Harrison SC, Kirchhausen T, Walz T (2004). „Molecular model for a complete clathrin lattice from electron cryomicroscopy”. Nature. 432 (7017): 573—9. PMID 15502812. doi:10.1038/nature03079.
- Mousavi SA, Malerød L, Berg T, Kjeken R (2004). „Clathrin-dependent endocytosis”. The Biochemical Journal. 377 (Pt 1): 1—16. PMC 1223844 . PMID 14505490. doi:10.1042/BJ20031000.
- Smith CJ, Grigorieff N, Pearse BM (1998). „Clathrin coats at 21 A resolution: a cellular assembly designed to recycle multiple membrane receptors”. The EMBO Journal. 17 (17): 4943—53. PMC 1170823 . PMID 9724631. doi:10.1093/emboj/17.17.4943. (Model of Clathrin assembly)
- Pérez-Gómez J, Moore I (2007). „Plant endocytosis: it is clathrin after all”. Current Biology : CB. 17 (6): R217—9. PMID 17371763. doi:10.1016/j.cub.2007.01.045.  (Review on involvement of clathrin in plant endocytosis - proven recently)
- Royle SJ, Bright NA, Lagnado L (2005). „Clathrin is required for the function of the mitotic spindle”. Nature. 434 (7037): 1152—7. PMID 15858577. doi:10.1038/nature03502.
- Knuehl C, Chen CY, Manalo V, Hwang PK, Ota N, Brodsky FM (2006). „Novel binding sites on clathrin and adaptors regulate distinct aspects of coat assembly”. Traffic (Copenhagen, Denmark). 7 (12): 1688—700. PMID 17052248. doi:10.1111/j.1600-0854.2006.00499.x.
- Edeling MA, Smith C, Owen D (2006). „Life of a clathrin coat: insights from clathrin and AP structures”. Nature Reviews Molecular Cell Biology. 7 (1): 32—44. PMID 16493411. doi:10.1038/nrm1786.

## Spoljašnje veze
- Struktura klatrina
- Membranska sinamika